# إرنست إيسينج
إرنست إيسينج (بالألمانية: Ernst Ising)‏ (و. 1900 – 1998 م) هو فيزيائي، ورياضياتي، وأستاذ جامعي من ألمانيا . ولد في كولونيا .
توفي في بيوريا (إلينوي) ، عن عمر يناهز 98 عاماً.

## التعليم
تعلم في جامعة غوتنغن